# Zemské volby na Moravě 1896
Zemské volby na Moravě 1896 se uskutečnily ve dnech 26. října (venkovská kurie), 30. října (městská a obchodní kurie) a 4. listopadu (velkostatkářská kurie) roku 1896. Bylo v nich zvoleno 98 poslanců Moravského zemského sněmu coby zákonodárného orgánu Moravského markrabství v rámci rakousko-uherské monarchie. Probíhaly podle kuriového volebního systému s omezeným volebním právem.
Ve volbách došlo k velkým změnám mezi českými politickými stranami, do voleb zasáhly nově založené formace; Lidová strana na Moravě (součást české Národní strany svobodomyslné), která se s osmnácti mandáty stala nejsilnější českou stranou, a Katolická strana národní na Moravě se čtyřmi poslanci. Do těchto voleb monopolní Moravská národní strana byla zredukována na 13 poslanců. Mezi německými stranami na sněm poprvé vstoupila Křesťansko-sociální strana s jedním poslancem a nacionalistická Německá lidová strana se dvěma poslanci. Dominantní němečtí liberálové nicméně udrželi své pozice. Ve velkostatkářské kurii došlo k uzavření kompromisu mezi konzervativními a středními velkostatkáři, které po volbách vedlo k posílení pozic a vlivu pročeské Strany konzervativního velkostatku.

## Volební systém
Poslanci byli voleni v těchto volebních skupinách:
- 30 poslanců v kurii velkostatku, a to 5 ve volebním sboru svěřenských a 25 ve volebním sboru nesvěřenských velkostatků. Ke zvolení v obou sborech bylo třeba absolutní většiny hlasů.

- 6 poslanců v kurii obchodních a živnostenských komor, a to 3 v brněnské a 3 v olomoucké komoře. Ke zvolení v obou komorách bylo třeba absolutní většiny hlasů.

- 31 poslanců v kurii měst a průmyslových míst, a to v 31 jednomandátových obvodech dvoukolovým volebním systémem.

- 31 poslanců v kurii venkovských obcí, a to v 31 jednomandátových obvodech dvoukolovým volebním systémem.

## Výsledky
|                              |                                    |                     |                     |                     |          |          |
| Strana                       | Strana                             | Hlasy v první volbě | Hlasy v první volbě | Hlasy v první volbě | Poslanci | Poslanci |
| Strana                       | Strana                             | Abs.                | %                   | ±                   | Abs.     | ±        |
| České strany                 |                                    |                     |                     |                     |          |          |
|                              | Lidová strana na Moravě            |                     |                     |                     | 18       | 18▲      |
|                              | Moravská národní strana            |                     |                     |                     | 13       | 21▼      |
|                              | Katolická strana národní na Moravě |                     |                     |                     | 4        | 4▲       |
| Češi celkem                  | Češi celkem                        |                     |                     |                     | 35       | 1▲       |
| Německé strany               |                                    |                     |                     |                     |          |          |
|                              | Německá ústavní strana             |                     |                     |                     | 30       | 3▼       |
|                              | Německá lidová strana              |                     |                     |                     | 2        | 1▲       |
|                              | Křesťansko-sociální strana         |                     |                     |                     | 1        | 1▲       |
| Němci celkem                 | Němci celkem                       |                     |                     |                     | 33       | 1▼       |
| Velkostatkářské strany       |                                    |                     |                     |                     |          |          |
|                              | Strana ústavověrného velkostatku   |                     |                     |                     | 17       | 0▬       |
|                              | Strana konzervativního velkostatku |                     |                     |                     | 7        | 2▲       |
|                              | Strana středního velkostatku       |                     |                     |                     | 6        | 2▼       |
| Velkostatkáři celkem         | Velkostatkáři celkem               |                     |                     |                     | 30       | 0▬       |
| virilní poslanci             | virilní poslanci                   | –                   | –                   | –                   | 2        | 0▬       |
| Neplatné a roztříštěné hlasy | Neplatné a roztříštěné hlasy       |                     |                     | –                   | –        | –        |
| Celkem                       | Celkem                             |                     | 100                 | –                   | 100      | –        |
| Celkem odevzdaných lístků    | Celkem odevzdaných lístků          |                     | 100                 | –                   | –        | –        |
| Voliči v seznamu/účast       | Voliči v seznamu/účast             |                     |                     | –                   | –        | –        |
| Zdroj:                       |                                    |                     |                     |                     |          |          |